# Alexander Elorriaga
Alexander Aureli Elorriaga Zabala (Caracas, 25 de febrero de 1958) es un ingeniero, empresario e inversionista venezolano.

## Biografía
De acuerdo con información publicada el 14 de agosto de 2020 por Tal Cual, “entre octubre de 2006 y abril de 2013, fue presidente ejecutivo de DirecTV Venezuela, donde gestionó el control directo para el desarrollo y la gestión continua de todas las actividades comerciales relacionadas con la compañía en Venezuela”. El portal web Alba Ciudad detalla que Elorriaga fue vicepresidente de Mercadeo de Digitel, gerente general en DHL y director de Ventas y Marketing en CANTV.
Elorriaga también fue vicepresidente y gerente general de DirecTV Latinoamérica entre 2013 y 2015, y se desempeñó como vicepresidente y gerente general de la región del Caribe de DirecTV Latinoamérica entre 2015 y 2016.  Entre 2011 y 2013, fue designado presidente de la Cámara Venezolana de Televisión por Suscripción (CAVETESU). En 2018, comenzó a trabajar para la compañía Scale Capital.
Según una nota publicada en agosto de 2020 por el sitio digital Analítica, “entre la administración chavista y Elorriaga ha habido escasos contactos, como en 2015 cuando Conatel le envió una carta, ya como ejecutivo de DirecTV, para que dejara de transmitir narconovelas en Venezuela”.
Tras el anuncio de la adquisición de DirecTV Venezuela por parte de Scale Capital, el 14 de agosto de 2020, se dio a conocer que Elorriaga sería designado como presidente ejecutivo de la empresa,  luego de que finalice la compra de las acciones a Galaxy Entertainment de Venezuela SAT III R C.A y Galaxy Entertainment de Venezuela, C.A.